# Lergrävare
Lergrävare (Hubrechtella dubia) är en djurart som tillhör fylumet slemmaskar, och som beskrevs av Bergendal 1902. Enligt Catalogue of Life ingår Lergrävare i släktet Hubrechtella och familjen Hubrechtidae, men enligt Dyntaxa är tillhörigheten istället släktet Hubrechtella, och ordningen Palaeonemertea. Arten är reproducerande i Sverige. Inga underarter finns listade i Catalogue of Life.